# Karl Dammer

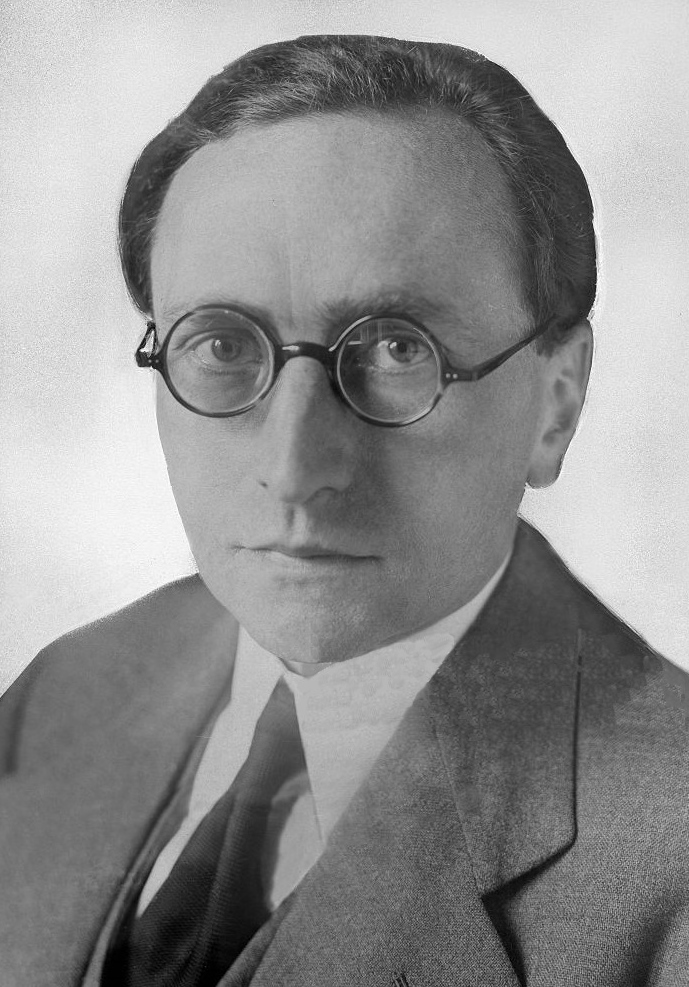
Karl Dammer

Karl Dammer (* 2. Januar 1894 in Elberfeld; † 4. Februar 1977 in Kreuzlingen, Schweiz) war ein deutscher Dirigent und Generalmusikdirektor.

## Leben
Karl Dammer wuchs in Wuppertal-Elberfeld als ältestes Kind Gustav Dammers und dessen Frau Josefine auf. Sein Vater stammte aus Breyell am Niederrhein, war Kaufmann und starb bereits in Karls 15. Lebensjahr, seine Mutter war Tochter des Kaufmanns Caspar Giani aus Aachen. Nach der Schulzeit studierte er Musik am städtischen Konservatorium in Straßburg bei Hermann Grabner und Hans Pfitzner, wurde Pfitzners Assistent und lernte dort den neun Jahre älteren Otto Klemperer kennen, der damals Pfitzners Stellvertreter an der Oper sowie Chefdirigent der Straßburger Philharmoniker war.
1914 ging er zusammen mit Klemperer an die Kölner Oper und war dort bis Kriegsende Korrepetitor und Kapellmeister. Danach arbeitete er an den Opernhäusern in Riga, Trier, Aachen und Bremen, wo er 1931 die Oper „Soldaten“ von Manfred Gurlitt zur Aufführung brachte.

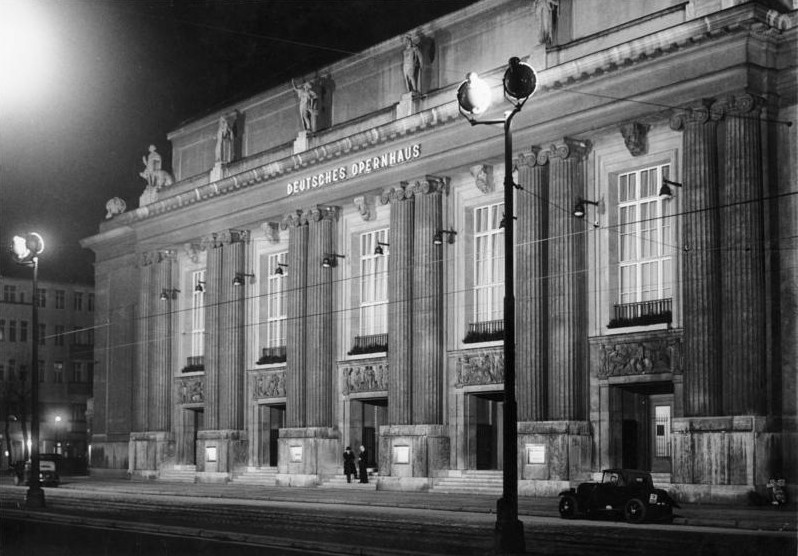
Die Deutsche Oper Berlin 1936

1934 kam er an die Deutsche Oper nach Berlin und wurde zum 30. Januar 1937 von Adolf Hitler zum Generalmusikdirektor ernannt. Dort dirigierte er unter anderem Madame Butterfly von Giacomo Puccini, aber auch sinfonische Werke von Johannes Brahms und Anton Bruckner. 1937 leitete er die Uraufführung von Kurt Atterbergs „Värmland Rhapsody“, seine musikalische Energie wurde damals in der internationalen Presse gelobt. 1939 wurde er in dieser Funktion durch Arthur Rother abgelöst. Dammer beantragte am 2. Oktober 1939 die Aufnahme in die NSDAP und wurde zum 1. November desselben Jahres aufgenommen (Mitgliedsnummer 7.267.290). Er kehrte als Nachfolger Fritz Zauns als Generalmusikdirektor an die Kölner Oper zurück und betreute dort zusammen mit seinen Kapellmeistern Günther Wand und Alfred Eichmann pro Spielzeit etwa 60 Opernaufführungen. Nach der Zerstörung des Kölner Opernhauses durch die Luftangriffe 1943 wurde seine Tätigkeit in Köln 1944 beendet.
Bereits 1946 leistete er als musikalischer Oberleiter der Bonner Oper seinen Anteil am Wiederaufbau des musiktheatralischen Lebens und dirigierte neben dem städtischen Musikdirektor Gustav Classens eine Reihe von Sinfoniekonzerten. Seit 1949 betätigte sich Dammer nur noch als Gastdirigent von Sinfoniekonzerten. 1959 nahm er Orchesterwerke von Ludwig van Beethoven mit dem Staatsorchester Stuttgart auf. Seinen Lebensabend verbrachte er im schweizerischen Kreuzlingen am Bodensee.

## Diskographie
- Beethoven: 3. Sinfonie, Staatsorchester Stuttgart, Club mondial du disque 347, Stuttgart 1959
- Beethoven, 5. Klavierkonzert, Staatsorchester Stuttgart, Solist: Walter Bohle, Club mondial du disque 348, Stuttgart 1959
- Beethoven: 7. Sinfonie, Staatsorchester Stuttgart, Club mondial du disque 352, Stuttgart 1959
- Beethoven: 6. Sinfonie "Pastorale", Staatsorchester Stuttgart, Club mondial du disque 356, Stuttgart 1959